# Xine

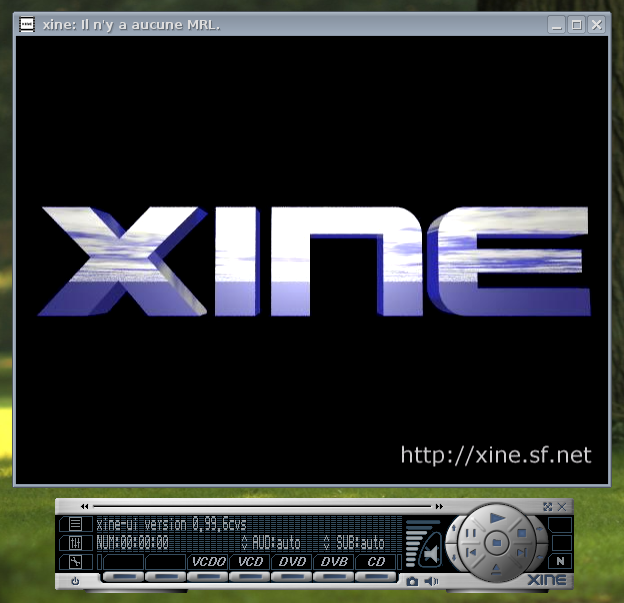
xineのスクリーンショット

xine（クシーン [ksi:n] と発音される）とは、Linuxなどでよく使われる、マルチメディアプレイヤーである。グラフィカルなフロントエンドとして、xine-uiやgxineというソフトウェアも共に開発されている。xine は、その綴りに引きずられて「ザイン」と呼ばれることも多い。

## Xine の特徴
- CD、DVD、ビデオCD の再生 - 家庭用DVDレコーダーなどで録画された暗号化されていないDVDや、オーディオCD、ビデオCDは、特別な設定をすることなく再生することができる。CSSで暗号化された市販のDVD-Videoも、libdvdcssを使用することによって再生することができる。
- 多様なフォーマット（AVI、WMV、MOV、MP3、FLAC、Theora、Speex、Vorbis）のサポート - FFmpegのライブラリを使用することによって多くのファイルの再生を実現している。一部のフォーマットの再生にはMPlayerのプロジェクトによって開発されたDLLファイルが必要になることもある。
- LinuxやFreeBSDなど、多くのプラットフォームで動作する。

## ライセンス
xineは、GPL(GNU General Public License)でライセンスされている。